# مثانة عصبية
خلل وظيفة المثانة عصبي المنشأ، أو المثانة العصبية، هو أحد أشكال مشاكل المثانة الناجمة عن مرض أو ضرر في الجهاز العصبي المركزي أو الأعصاب المحيطية المسؤولة عن التحكم في التبول. يوجد عدد من الأنواع المختلفة للمثانة العصبية بناءً على السبب الكامن والأعراض. تشمل الأعراض فرط نشاط المثانة، والإلحاح البولي، وزيادة تواتر التبول والتبول اللاإرادي أو صعوبة التبول. قد تحدث المثانة العصبية نتيجة مجموعة من الحالات أو الأمراض بما في ذلك إصابة النخاع الشوكي، أو التصلب المتعدد، أو السكتة الدماغية، أو التلف الدماغي، أو تشقق العمود الفقري، أو تلف العصب المحيطي، أو مرض باركنسون أو غيره من أمراض التنكس العصبي. يمكن تشخيص المثانة العصبية من خلال التاريخ المرضي والفحص الجسمي بالإضافة إلى التصوير وغيره من أساليب الفحص المخصصة. يعتمد العلاج على السبب الكامن بالإضافة إلى الأعراض، إذ يمكن تدبير هذه الحالة من خلال التعديلات السلوكية، أو المعالجة الدوائية، أو الجراحة أو إجراءات أخرى. تمتلك أعراض المثانة العصبية، على وجه التحديد التبول اللاإرادي، تأثيرًا هامًا على جودة حياة المصاب.

## التصنيف
تختلف أنواع المثانة العصبية باختلاف السبب الكامن. تمتلك العديد من هذه الأنواع أعراضًا متشابهة.

### غير المثبطة
تحدث المثانة غير المثبطة عادة نتيجة تلف الدماغ الناجم عن سكتة دماغية أو ورم دماغي. يؤدي هذا إلى انخفاض الإحساس بامتلاء المثانة، وانخفاض سعة المثانة والتبول اللاإرادي. بعكس أشكال المثانة العصبية الأخرى، لا تسبب المثانة العصبية غير المثبطة ارتفاعًا في الضغط داخل المثانة ما قد يسبب بدوره التلف الكلوي.

### التشنجية
في المثانة العصبية التشنجية (التي تُعرف باسم مثانة العصب الحركي العلوي أو المثانة مفرطة الانعكاسية)، لا تعمل عضلة المثانة (العضلة الدافعة للبول) بشكل متوافق مع المصرة الإحليلية، وعادة ما تتقلص العضلتان بشدة في نفس الوقت. تُدعى هذه الظاهرة أيضًا باسم خلل التآزر النافصي المصرّي الظاهري (دي إي إس دي). يؤدي هذا إلى حدوث احتباس البول مع ارتفاع الضغط داخل المثانة ما قد يسبب تلف الكليتين. عادة ما يصبح حجم المثانة أصغر من الطبيعي بسبب زيادة التوتر العضلي في المثانة. تنتج المثانة العصبية التشنجية عادة عن تلف في النخاع الشوكي فوق مستوى الفقرة الصدرية العاشرة (تي 10).

### الرخوة
في المثانة العصبية الرخوة (التي تُعرف باسم مثانة العصبون الحركي السفلي أو المثانة ناقصة التوتر)، تفقد عضلات المثانة قدرتها على التقلص بشكل طبيعي. قد يؤدي هذا إلى انعدام القدرة على تفريغ البول عند امتلاء المثانة وزيادة سعة المثانة. يُعتبر التبول اللاإرادي حالة شائعة على الرغم من قدرة المصرة البولية الداخلية على التقلص بشكل طبيعي. يحدث هذا النوع من المثانة العصبية بسبب تلف الأعصاب المحيطية الممتدة من النخاع الشوكي إلى المثانة.

### المختلطة
قد يؤدي النوع المختلط من المثانة العصبية إلى ظهور مزيج من التظاهرات السابقة. يتميز النوع المختلط «إيه» بعضلة المثانة الرخوة المصحوبة بفرط نشاط عضلة المصرة. ينتج عن هذا النوع مثانة كبيرة ذات ضغط منخفض مع انعدام القدرة على التفريغ، لكنه لا يحمل أي مخاطر كلوية مثل المثانة التشنجية. يتميز النوع المختلط «بي» بوجود عضلة مصرة ظاهرية رخوة مصحوبة بمثانة تشنجية ما يسبب مشاكل التبول اللاإرادي.

## العلاج
يعتمد العلاج على نوع المثانة العصبية إلى جانب المشاكل الطبية المرافقة الأخرى. تشمل استراتيجيات العلاج كلًا من القسطرة، والأدوية، والجراحة وغيرها من الإجراءات الأخرى. يكمن هدف العلاج في الحفاظ على ضغط المثانة ضمن النطاق الآمن بالإضافة إلى التخلص من البول المتبقي في المثانة بعد التبول (الأحجام المتبقية بعد التفريغ).

### القسطرة
يُعتبر تفريغ المثانة باستخدام القسطر الاستراتيجية الأكثر شيوعًا لتدبير الاحتباس البولي الناجم عن المثانة العصبية. يمكن تحقيق هذا من خلال القسطرة المتقطعة التي لا تستلزم الجراحة أو أي أجهزة متصلة بشكل دائم. تشمل القسطرة المتقطعة استخدام القسطر المستقيم (الذي يتوفر عادة كمنتج مصنع للاستخدام مرة واحدة ثم التخلص منه) عدة مرات في اليوم بهدف تفريغ المثانة. يمكن للمريض وضع القسطر بشكل مستقل أو مع مساعدة. يسمح قسطر فولي بالتصريف المستمر للبول في كيس تصريف عقيم مثبت على الجسم لدى المرضى غير القادرين على استخدام القسطر المستقيم ذي الاستخدام الواحد، لكن يرتبط هذا القسطر بمعدلات أعلى من المضاعفات.

### الأدوية
يُعد الأوكسيبوتينين مضاد كولوني شائع الاستخدام في تخفيف تقلص المثانة من خلال كبح مستقبلات «إم 3» المسكارينية في العضلة الدافعة للبول. يُعتبر استخدام هذا الدواء محدودًا نتيجة الآثار الجانبية المرافقة له مثل جفاف الفم، والإمساك ونقص التعرق. يُعد التولتيرودين أيضًا أحد المضادات الكولونية ذات المفعول الطويل والآثار الجانبية البسيطة.
يمكن استخدام الكولينيات (الناهضات المسكارينية) مثل البيثانيكول في حالات الاحتباس البولي بهدف تحسين قدرة المثانة على الانضغاط. تعمل محصرات ألفا أيضًا على تقليل مقاومة المخرج وتسمح بالتفريغ الكامل عند وجود وظيفة كافية لعضلة المثانة.

## العلاج

### ذيفان السجقية
يمكن استخدام ذيفانات السجقية (البوتوكس) في مقاربتين مختلفتين. بالنسبة للمثانة العصبية التشنجية، يمكن حقن عضلة المثانة (العضلة الدافعة للبول) ما يؤدي إلى ارتخائها لمدة 6-9 أشهر. يسمح هذا بكبح ارتفاع الضغط داخل المثانة، ويتطلب استخدام القسطرة المتناوبة خلال هذا الوقت.
يمكن أيضًا حقن البوتوكس في عضلة المصرة الظاهرية بهدف شل العاصرة التشنجية لدى المرضى المصابين بخلل التآزر النافصي المصري.

### التعديل العصبي
يوجد العديد من الاستراتيجيات المختلفة المستخدمة في تعديل التفاعل بين أعصاب المثانة وعضلاتها، بما في ذلك العلاجات غير الجراحية (تحفيز المثانة الكهربائي عبر الإحليل)، والعمليات قليلة البضع (ناظمة التعديل العصبي العجزية) والعمليات الجراحية (إعادة تشكيل تشريح جذر العصب العجزي).

### الجراحة
يمكن إجراء التدخل الجراحي عند انعدام فعالية جميع المقاربات الطبية الأخرى. تعتمد الخيارات الجراحية على نوع الخلل الوظيفي الملاحظ في اختبار ديناميكية البول، وتشمل كلًا مما يلي:
- التحويل البولي: إنشاء فغرة (مكونة من الأمعاء وتُسمى «المجرى») متجاوزة الإحليل بهدف تفريغ المثانة مباشرة عبر فتحة في الجلد. يمكن استخدام العديد من التقنيات لتحقيق ذلك. تمثل فغرة ميتروفانوف إحدى هذه التقنيات، إذ تُستخدم الزائدة الدودية، جزء من اللفائفي، (مجرى يانغ مونتي) في إنشاء التحويل. يمكن أيضًا استخدام اللفائفي والقولون الصاعد في إنشاء جيبة قابلة للوصول من أجل عملية القسطرة (جيبة إنديانا).
- الدعامة الإحليلية أو بضع المصرة الإحليلية: مقاربة جراحية هادفة إلى خفض الضغط داخل المثانة، لكنها تستلزم استخدام جهاز جمع البول الخارجي.
- الرافعة الإحليلية: يمكن استخدامها لدى البالغين والأطفال على حد سواء.
- المصرة البولية الصناعية: أظهرت نتائج جيدة على المدى البعيد لدى المرضى البالغين والأطفال على حد سواء. تابعت إحدى الدراسات 97 مريض لمدة 4 سنوات من الجراحة، إذ وصلت نسبة المرضى الذين أظهروا وضعًا مستقرًا أثناء النهار والليل إلى 92%. مع ذلك، خضع بعض مرضى الدراسة ممن امتلكوا نوع المثانة المختلط لعملية رأب المثانة المساعدة.
- إغلاق عنق المثانة: عملية جراحية كبيرة، يمكن اعتبارها الملاذ الأخير لعلاج التبول اللاإرادي، تتطلب إجراء فغرة ميتروفانوف من أجل تفريغ المثانة.